# 韓猛
韓 猛（かん もう、生没年不詳）は、中国後漢時代末期の武将。字は不明。
『三国志』の注釈者裴松之によると、様々な名が伝わっており、他に韓荀（荀の字の下に大が付く場合もある）・韓若という別称があるが、韓猛も含めてどれが正しい名かは分からないという。本記事では便宜的に、『三国志演義』でも採用されており、一般に最も知られていると思われる「韓猛」を採る。

## 正史の事跡
| 姓名         | 韓猛（または韓荀、韓若） |
| 時代         | 後漢時代                 |
| 生没年       | 〔不詳〕                 |
| 字・別号     | 〔不詳〕                 |
| 出身地       | 〔不詳〕                 |
| 職官         | 〔不詳〕                 |
| 爵位・号等   | -                        |
| 陣営・所属等 | 袁紹                     |
| 家族・一族   | 〔不詳〕                 |

袁紹配下。曹操軍の荀攸の評によれば、韓猛は「向こう意気が強くて敵を軽んじる男」ということであった。
建安5年（200年）の官渡の戦いで、曹操軍の西方の交通を遮断するよう袁紹から命じられたが、雞洛山で曹仁に撃破された。さらに、袁紹軍の兵糧の運搬を警護する役目も担ったが、荀攸の計略により徐晃・史渙（『三国志』諸夏侯曹伝によると、曹仁も）に妨害され、輸送車を焼き払われた。その後は史書に記述が見当たらない。

## 物語中の韓猛
小説『三国志演義』では、韓猛の名が採用されている。曹操軍は韓猛の兵糧輸送警護について、史渙が捕虜から情報を得て知ることになっている。史実同様に徐晃・史渙の攻撃を受けて輸送車を焼き払われる。さらに、怒った袁紹から処刑されそうになったものの、諸将の取り成しで命を助けられたが、雑兵に降格させられてしまう。